# Идиопатическая неспецифическая интерстициальная пневмония
Идиопатическая неспецифическая интерстициальная пневмония — одна из форм идиопатических интерстициальных пневмоний, характеризующаяся разнообразными гистологическими и компьютерно-томографическими признаками со схожей с ИЛФ (идиопатический легочный фиброз) клинической картиной, положительным эффектом от глюкокортикостероидов и более благоприятным прогнозом.
Впервые, как отдельную нозологию, данное заболевание описали в 1994 году Каценштейн и Фиорелли.

## Эпидемиология
Эпидемиология неспецифической интерстициальной пневмонии изучена недостаточно. Был проведен ретроспективный анализ гистологических препаратов, описанных раньше как идиопатический легочный фиброз, выяснилось, что около 43% всех морфологических образцов соответствуют картине неспецифической интерстициальной пневмонии. В результате данных полученных при исследовании ИЛФ, можно предполагать, что число больных с НИП составляет примерно 40 случаев на 100 тыс. населения.

## Клиническая картина
Основные симптомы заболевания:
- одышка (100% случаев);
- непродуктивный кашель;
- утомляемость;
- слабость;
- снижение массы тела;
- субфебрильная лихорадка;
- симптом барабанных палочек.

У пациентов с НИП при аускультации выслушивается инспираторная крепитация, а также у ряда больных - инспираторный писк.

## Диагностика
Основными методами диагностики НИП являются инструментальные.  Применяют следующие методики:
- Рентгенография грудной клетки. Выявляют двусторонние изменения по типу «матового стекла» и ретикулярные изменения в нижних отделах легких.
- Компьютерная томография высокого разрешения (КТВР) лёгких.
- Биопсия лёгких.

## Лечение
При лечение НИП применяют глюкокортикостероиды в комбинации с цитостатиками. Положительный эффект при своевременно начатой терапии наблюдается у 75% пациентов.

## Примечание
1. ↑  Российское Респираторное Общество. Идиопатический легочный фиброз // Клинические рекомендации. — 2016.
2. 1 2  А. Г. Чучалин. Респираторная медицина. Том 3. — Издательство «Литтерра». — Издательство «Литтерра», 2017. — С. 14-18. — 464 с. — ISBN 978-5-4235-0272-0.